# Engelschoff
Engelschoff è un comune di 750 abitanti della Bassa Sassonia, in Germania. Appartiene al circondario di Stade ed è parte della Samtgemeinde Oldendorf-Himmelpforten.